# Sharpey-Faser
Sharpey-Fasern sind zum Periost (Knochenhaut) gehörende, aus Kollagen-Typ-I-Faserbündeln bestehende Fasern (28.000 Fasern/mm2). Sie sind benannt nach dem Anatomen  William Sharpey, der sie 1846 erstmals beschrieben hat. Diese Fasern sind nicht dehnbar, sondern strecken sich aus ihrer gewellten Form heraus, um die Zugkräfte weiterzuleiten.

## Vorkommen
Sharpey-Fasern kommen im Periost (Knochenhaut) des Knochens, im Knochen-Sehnen-Übergang und der Wurzelhaut (Desmodont) des Zahnes vor.

### Periost
Sharpey-Fasern des Periosts entspringen der bindegewebigen äußeren Schicht (Stratum fibrosum) der Knochenhaut. Sie durchziehen das Stratum osteogenicum und dringen in die Substantia compacta des Knochens ein. Sie dienen der Fixierung des Periosts am Knochen. Durch zusätzliche bindegewebige Kontakte des Stratum fibrosum zu den darüberliegenden Sehnen und Bändern stellen sie eine Verbindung zwischen Knochen und Muskulatur her. Im Periost selbst verlaufen sie als kollagene Fibrillen in tangentialer Richtung. Als „Spiculae“ werden sie bezeichnet, wenn sie im Rahmen maligner Vorgänge verkalken und als sonnenstrahlähnliche Knochenfäden imponieren.

### Knochen-Sehnen-Übergang
Die Sharpey-Fasern vermitteln die Kraftübertragung über die Anheftungsstellen des Knochens für Bänder und Sehnen. Die Sehnenansatzzone erfolgt als diaphysäre Anheftung. Hier wird die Dämpfung über eine Verflechtung der Kollagenfasern der Sehne mit elastischen Fasern des Stratum fibrosum des Periosts erreicht.

### Wurzelhaut

A Zahnkrone (Schmelz)
B Zahnwurzel (Wurzelzement)
C Kieferknochen (Alveole)
D Gingiva propria
E Epitheliale Schleimhaut (Mukosa)
G Sulcus gingivae
H Ligamentum circulare
I,J,K Wurzelhaut (Sharpeysche Fasern)

Die Sharpey-Fasern sind in der Knochengrundsubstanz befestigt und bilden die Verbindung zum Wurzelzement des Zahnes, die Fibrae alveolodentales. Sie werden auch als Desmodont oder Parodontalligament bezeichnet. An ihnen ist der Zahn federnd befestigt. Somit ist die Zahnwurzel im Zahnfach „aufgehängt“. Diesen Zugkräften ist der Knochen gewachsen, während er bei den ohne Desmodont auftretenden Druckkräften mit Knochenabbau reagieren würde. Zusätzlich verhindern die Kollagenfasern des Desmodonts das Herausziehen, Kippen und die Rotation des Zahns um seine Längsachse.
Die Verbindung zwischen dem Zement der Zahnwurzel einerseits und dem Knochen der Alveole andererseits ist eine Sonderform einer Syndesmose.

## Einteilung am Zahn
| Faserbündel                                                  | Funktion |
| ------------------------------------------------------------ | --- |
| Absteigende Faserbündel                                      | verhindern das Herausziehen des Zahns aus der Alveole |
| Horizontale Faserbündel                                      | fixieren den am weitesten koronal liegenden Teil der Zahnwurzel                                                                                            |
| Vom Wurzelzement zum Alveolarknochen ansteigende Faserbündel | verwandeln Druck- in Zugbelastung |
| Interradikuläre Faserbündel                                  | treten bei mehrwurzligen Zähnen auf; verlaufen horizontal oder absteigend von der Aufzweigungsstelle der Wurzeln zum interradikulären Knochenseptum.       |
| Apikale Faserbündel                                          | verlaufen horizontal oder absteigend von der Wurzelspitze zum Alveolarknochen und verhindern Bewegungen der Wurzelspitze sowie das Herausziehen des Zahns. |

## Biosynthese
Bei der Hydroxylierung der Aminosäuren Prolin zu Hydroxyprolin durch das Enzym Prolyl-4-Hydroxylase (EC 1.14.11.2) und Lysin zu Hydroxylysin durch das Enzym Lysylhydroxylase (EC 1.14.11.4), während der Kollagensynthese wird von dem Sauerstoffmolekül nur ein Sauerstoffatom benötigt. Das andere übernimmt der Cofaktor Ascorbinsäure (Vitamin C), der dabei zu Dehydroascorbinsäure und Wasser oxidiert wird.

### Skorbut
Eine gestörte Kollagensynthese und damit eine gestörte Bildung der Sharpey-Fasern tritt bei anhaltendem Fehlen von Vitamin C in der Nahrung auf, die ihrer Funktion als Strukturprotein nicht nachkommen können, was unter anderem zu Zahnfleischbluten, Gingivahyperplasien und Zahnverlust bei Skorbut führt. Zahlreiche gravierende Symptome treten bei dieser Mangelerkrankung mehrere Monate nach Beginn des Mangels an Vitamin C auf. Skorbut führt unbehandelt zum Tode.

## Zahnextraktion
Die Entfernung eines Zahnes (Extraktion) erfolgt durch eine Lockerung des Zahnes in seinem Zahnfach (Alveole). Hierzu wird der Zahn langsam und mit dosierter Kraft mittels eines Hebels oder einer Zange hin und her bewegt, wodurch der Alveolarknochen gedehnt und die Alveole erweitert wird. Bei einwurzligen Zähnen kann ergänzend eine Drehbewegung durchgeführt werden. Durch die Luxationsbewegungen reißen die Sharpey-Fasern, worauf der Zahn entfernt werden kann.

## Parodontitis
Bei der Parodontitis wird die Verbindung zwischen Desmodont und Zahnzement abgebaut, demnach die Sharpey-Fasern, wodurch der Zahnhalteapparat irreversibel zerstört wird. Bei Entzündungen des Parodontiums (Zahnhalteapparat) schwillt das Gewebe im Periodontalspalt (Spalt zwischen Zahnwurzel und Knochenfach) an, wodurch der Zahn etwas aus seiner Alveole herausgehoben wird und man beim Aufbeißen die Empfindung hat, „der Zahn sei zu lang geworden“.